# 式乾門院御匣
式乾門院御匣（しきけんもんいんのみくしげ、生没年不詳）は、鎌倉時代の歌人・官僚。女房三十六歌仙の一人。太政大臣久我通光の娘。安嘉門院三条とも呼ばれた。また、如月の法名で呼ばれ、嘉元2年（1304年）に没した通光の娘と同一人物とも言われる。日記文学『とはずがたり』の作者兼主人公である後深草院二条は、二条自身の主張する系図によれば式乾門院御匣の姪にあたることになる。

## 生涯
式乾門院（利子内親王）に出仕し、安貞2年（1228年）にその斎宮としての伊勢群行に同行。斎宮退下後も北白河院で出仕を続けていたと思われる。建長3年（1251年）に式乾門院が没した後は、その妹である安嘉門院（邦子内親王）に出仕した。同じ主家に出仕していた阿仏尼（安嘉門院四条）との交流も知られる。『続後撰和歌集』以降の勅撰集、歌合等に作品を残している。弘安6年（1283年）、安嘉門院の四十九日にあたって藤原為信との歌の贈答があり、出家していたようである。
一方で、同じ『玉葉和歌集』 に御匣の死を悼んだ歌も見られる。

## 逸話
- 安嘉門院への宮仕えで御匣の同僚であった阿仏尼は、弘安2年（1279年）に鎌倉に到着してから京の知人達と手紙のやり取りを頻繁に行うが、この頃、御匣のことを、

と書いており、御匣が有力な歌人と見なされていたこと、安嘉門院では「御方」と呼ばれて重きをなしていたことが読み取れる。

## 作品
勅撰集
| 歌集名         | 作者名表記   | 歌数 | 歌集名         | 作者名表記   | 歌数 | 歌集名         | 作者名表記   | 歌数 |
| -------------- | ------------ | ---- | -------------- | ------------ | ---- | -------------- | ------------ | ---- |
| 続後撰和歌集   | 式乾門院御匣 | 2    | 続古今和歌集   | 式乾門院御匣 | 7    | 続拾遺和歌集   | 式乾門院御匣 | 10   |
| 新後撰和歌集   | 式乾門院御匣 | 8    | 玉葉和歌集     | 式乾門院御匣 | 3    | 続千載和歌集   | 式乾門院御匣 | 5    |
| 続後拾遺和歌集 | 式乾門院御匣 | 3    | 風雅和歌集     |              |      | 新千載和歌集   | 式乾門院御匣 | 2    |
| 新拾遺和歌集   | 式乾門院御匣 | 4    | 新後拾遺和歌集 | 式乾門院御匣 | 1    | 新続古今和歌集 | 式乾門院御匣 | 5    |

定数歌・歌合
| 名称           | 時期               | 作者名表記   | 備考 |
| -------------- | ------------------ | ------------ | ---- |
| 住吉社歌合     | 弘長3年（1263年）  | 安嘉門院三条 |      |
| 玉津島歌合     | 弘長3年（1263年）  | 安嘉門院三条 |      |
| 八月十五夜歌合 | 文永2年（1265年）  |              |      |
| 弘安百首       | 弘安元年（1278年） |              |      |

私撰集等
- 『現存和歌六帖』　建長元年（1249年）

私家集
- 家集は伝存しない。